# 카일 라빈
카일 러빈(Kyle Labine, 1983년 4월 7일 ~ )은 캐나다의 배우이다. 타일러 러빈의 동생이다.
브램턴에서 태어났다.

## 출연 작품

### 영화
- Ratz (2000)
- 프레디 대 제이슨 (2003)
- 퍼펙트 스코어 (2004)
- 오거 (2008, Ogre)

### 텔레비전
- 에이번리로 가는 길 (1990-96)